# Cartola II
Cartola é o segundo álbum de estúdio do sambista carioca Cartola, lançado em 1976.

## Contexto
Produzindo por Juarez Barroso, segundo álbum de estúdio do Cartola, Chegou, foi laçado em 1976. Juarez Barroso morreu um mês antes do lançamento do álbum, sendo o ultimo trabalho como produtor. Incluindo uma seleção das músicas mais famosas do cantante, Como "O Mundo é um moinho", "Peito vazio", e "Sei Chorar", o álbum incluir duas faixas incluindo da sua filha, Creusa: "Sala de Recepção" e "Ensaboa".
O lançamento do álbum aconteceu no auditório da Associação Brasileira de Imprensa (ABI) em Centro, Rio de Janeiro.

## Álbum
Novamente pelo selo Discos Marcus Pereira, foi lançado em 1976 o segundo LP de Cartola. Grande sucesso de crítica, o disco teve entre outros sambas "As Rosas não Falam", "Preciso Me Encontrar" e "O Mundo É um Moinho" (gravação acompanhada ao violão do jovem Guinga) - consideradas obras-primas da música popular -, além de outras composições suas como "Minha", "Sala de Recepção", "Aconteceu", "Sei Chorar", "Cordas de Aço" e "Ensaboa".
A revista Rolling Stone divulgou uma lista dos 100 maiores discos da música brasileira, na qual esse disco ocupou a 8ª posição.

## Faixas
| Lado A         |                                           |                         |         |  |
| N.º            | Título                                    | Compositor(es)          | Duração |  |
| 1.             | "O Mundo É um Moinho"                     | Cartola                 | 3:53    |  |
| 2.             | "Minha"                                   | Cartola                 | 2:16    |  |
| 3.             | "Sala de Recepção" (participação: Creusa) | Cartola                 | 3:24    |  |
| 4.             | "Não Posso Viver Sem Ela"                 | Cartola, Bide           | 2:40    |  |
| 5.             | "Preciso Me Encontrar"                    | Candeia                 | 2:57    |  |
| 6.             | "Peito Vazio"                             | Cartola, Elton Medeiros | 2:50    |  |
| Duração total: | Duração total:                            | Duração total:          | 18:00   |  |

| Lado B         |                                  |                   |         |  |
| N.º            | Título                           | Compositor(es)    | Duração |  |
| 1.             | "Aconteceu"                      | Cartola           | 3:53    |  |
| 2.             | "As Rosas não Falam"             | Cartola           | 2:51    |  |
| 3.             | "Sei Chorar"                     | Cartola           | 2:26    |  |
| 4.             | "Ensaboa" (participação: Creusa) | Cartola           | 3:24    |  |
| 5.             | "Senhora Tentação"               | Silas de Oliveira | 3:03    |  |
| 6.             | "Cordas de Aço"                  | Cartola           | 2:15    |  |
| Duração total: | Duração total:                   | Duração total:    | 17:52   |  |